# Fântâna Domnească
Fântâna Domnească – wieś w Rumunii, w okręgu Mehedinți, w gminie Prunișor. W 2011 roku liczyła 253 mieszkańców.